# Rheum Barat
Rheum Barat is een bestuurslaag in het regentschap Bireuen van de provincie Atjeh, Indonesië. Rheum Barat telt 565 inwoners (volkstelling 2010).